# Friedrichstraße (Wernigerode)

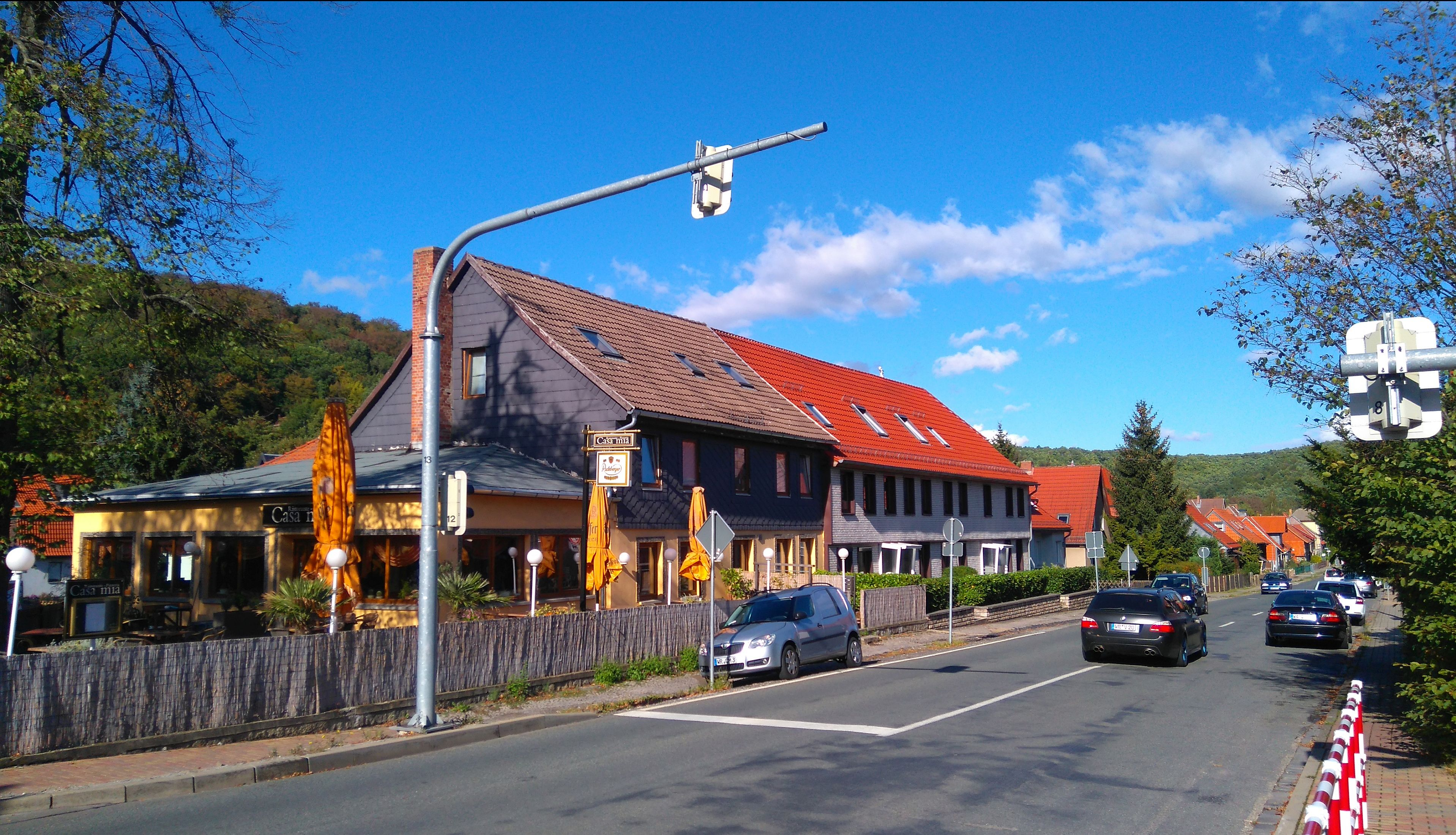
Blick in die Nordwestseite der Friedrichstraße

Die Friedrichstraße ist eine der wichtigsten innerstädtischen Verkehrsstraßen in der Stadt Wernigerode im Landkreis Harz in Sachsen-Anhalt. Sie verläuft vom Stadtzentrum in südwestliche Richtung durch den Stadtteil Hasserode zum Ortsausgang in Richtung Drei Annen Hohne und Schierke. Am Bahnübergang mit der Harzquerbahn geht sie unmittelbar in die Amtsfeldstraße über.

## Geschichte
Der Name Friedrichstraße stammt aus dem 18. Jahrhundert und bezieht sich auf König Friedrich II. von Preußen, der ab 1768 das Kolonistendorf Friedrichsthal zwischen (Ober-)Hasserode und Wernigerode anlegen ließ. Ursprünglich lautete die Bezeichnung Lange Straße.
Am Beginn der Friedrichstraße, unweit vom Westerntor, erinnert heute ein Denkmal an König Friedrich II. und seine Bedeutung für Wernigerode. In den Jahren 1950–1990 trug sie den Namen Leninstraße.
Ursprünglich konnte über die Friedrichstraße, vom „platten Land“ kommend und das Stadtzentrum von Wernigerode über Breite und Westernstraße querend, der Harz erreicht werden.
An der Nord- und Südseite der Friedrichstraße haben sich bis heute zahlreiche denkmalgeschützte Fachwerkhäuser und andere Häuser erhalten. Dazu zählen laut Liste der Kulturdenkmale in Wernigerode:
| Lage                                                                                            | Bezeichnung             | Beschreibung                        | Erfassungs- nummer | Ausweisungsart | Bild                    |
| ----------------------------------------------------------------------------------------------- | ----------------------- | ----------------------------------- | ------------------ | -------------- | ----------------------- |
| Friedrichstraße 1, 2, 3, 4, 5, 6, 7, 8, 9, 9a, 10, 10a, 10e, 10f, 15 und weitere Häuser (Karte) | Straßenzug              |                                     | 094 03327          | Denkmalbereich | Straßenzug              |
| Friedrichstraße 9a (Karte)                                                                      | Wohnhaus                |                                     | 094 03231          | Baudenkmal     | Weitere Bilder          |
| Friedrichstraße 10 (Karte)                                                                      | Forsthaus               |                                     | 094 25427          | Baudenkmal     | Weitere Bilder          |
| Friedrichstraße 22 (Karte)                                                                      | Villa                   |                                     | 094 98080          | Baudenkmal     | Weitere Bilder          |
| Friedrichstraße 57, 58, 59 (Karte)                                                              | Villa                   | heute Rektoratsvilla                | 094 25041          | Baudenkmal     | Weitere Bilder          |
| Friedrichstraße 62, Lutherstraße; Hasserode (Karte)                                             | Kirche                  | Christuskirche                      | 094 03296          | Baudenkmal     | Kirche                  |
| Friedrichstraße 76a (Karte)                                                                     | Wohnhaus                |                                     | 094 03259          | Baudenkmal     | Wohnhaus                |
| Friedrichstraße 77 (Karte)                                                                      | Wohnhaus                |                                     | 094 03258          | Baudenkmal     | Weitere Bilder          |
| Friedrichstraße 99c (Karte)                                                                     | Villa                   | Villa, 2017 als Denkmal ausgewiesen | 107 40152          | Baudenkmal     | Weitere Bilder          |
| Friedrichstraße 99d (Karte)                                                                     | Villa                   |                                     | 094 03257          | Baudenkmal     | Weitere Bilder          |
| Friedrichstraße 104 (Karte)                                                                     | Hospital                |                                     | 094 03335          | Baudenkmal     | Weitere Bilder          |
| Friedrichstraße 107a (Karte)                                                                    | Wohn- und Geschäftshaus |                                     | 094 03336          | Baudenkmal     | Wohn- und Geschäftshaus |
| Friedrichstraße 115 (Karte)                                                                     | Amtshaus Hasserode      | Amtshaus                            | 094 03337          | Baudenkmal     | Amtshaus Hasserode      |
| Friedrichstraße 118a (Karte)                                                                    | Villa                   |                                     | 094 03338          | Baudenkmal     | Villa                   |
| Friedrichstraße 120a (Karte)                                                                    | Villa                   |                                     | 094 03339          | Baudenkmal     | Villa                   |
| Friedrichstraße 140,141 (Karte)                                                                 | Villa                   | Villa Sonnenschein                  | 094 03228          | Baudenkmal     | Villa                   |
| Friedrichstraße 142a (Karte)                                                                    | Wohnhaus                |                                     | 094 03230          | Baudenkmal     | Weitere Bilder          |